# Terceiro Concílio de Constantinopla
O Terceiro Concílio de Constantinopla, que foi o Sexto concílio ecumênico, realizado de 7 de novembro de 680 a 16 de setembro de 681, também é chamado de Concílio de Trullano em alusão à sala do palácio imperial onde foi realizado, que foi chamada de trullos (cúpula). Muitos entendem por "Concílio Trullano" ou "Concílio Trullo" o Conselho Quinisexto do 692, e, portanto, dar este nome ao Concílio 680-681 aplica-se à designação 692 “Segundo Concílio Trullano”. Realizado na cidade de Constantinopla, condenou o monotelismo (do grego monos - uma, thelema - vontade) como sendo herético e definiu que Jesus Cristo tem duas naturezas e duas vontades (divina e humana).
Foi convocado pelo imperador romano oriental Constantino IV e presidido por ele pessoalmente. Os principais protagonistas foram Constantino IV e o patriarca de Constantinopla, Sergio I, além de dois papas: São Agatão e Leão II.
O motivo da convocação do Concílio, do ponto de vista doutrinário, foi o problema da heresia do Monotelismo, que admitia em Cristo uma única vontade e uma única operação ou princípio de atuação, a saber: o divino. É um substituto para o monofisismo que só admite no homem-Deus uma única natureza: o Logos. É aceito pela Igreja Católica, pela Igreja Ortodoxa e pela Comunhão Anglicana e algumas Igrejas Protestantes.

## História

### Antecedentes
No ano de 553, o Segundo Concílio de Constantinopla reinterpretou o Concílio de Calcedônia. Do ponto de vista teológico, o partido monofisista, para o qual os monges se inclinavam especialmente, quis mais uma vez condenar o nestorianismo. Temendo que ela fosse reforçada, eles se apegaram à doutrina da mia physis, "uma natureza", muito difundida no Egito. Ao mesmo tempo, eles tentaram alcançar a paz ideológica dentro de um Império cada vez mais heterogêneo, onde a língua e a filosofia gregas não haviam circulado com a fluidez necessária para compreender conceitos tão elaborados como os cristológicos.
Nessa época, o acentuado intervencionismo dos imperadores e de sua corte (inclusive consortes) nas questões dogmáticas acabou por misturar o debate político com as questões da doutrina teológica. Não se pode esquecer que em um sistema teocrático como o bizantino, a unidade política depende da unidade religiosa; e essa unidade religiosa é buscada recorrendo a uma formulação dogmática de compromisso. A tendência dos sucessores de Justiniano - tanto Zenão (474-475, 476-491) quanto Justino II (565-578) que condenaram os Três Capítulos - foi, com efeito, buscar soluções intermediárias que, no longo prazo, favoreceram o retorno à cena dos bispos, teólogos e monges monofisistas existentes. Essas diretrizes vieram logo antes da ocupação persa, que reduziu significativamente o controle bizantino sobre a Ásia Menor, Síria e Egito. O imperador Heráclio (610-641), ao recuperar os territórios perdidos, encontrou vários centros de monofisismo entre as comunidades cristãs. A reflexão cristológica não lá chegou, amadureceu e se concluiu na Calcedônia, nem se conheceram as novas fórmulas dogmáticas. Os acontecimentos tornaram necessária a busca de uma solução que pacificasse as áreas recuperadas, favorecendo o retorno à doutrina monofisista.
O concílio resolveu um conjunto de controvérsias teológicas que surgiram sob os imperadores bizantinos Heráclio (610-641) e Constante II (541-668). Heráclio tinha decidido recuperar grande parte do seu Império perdido para os persas e tinha tentado unir a controvérsia com o monofisismo, que era particularmente forte na Síria e no Egito, propondo uma posição teológica moderada que tinha um bom apoio na tradição. O resultado foi primeiro o monoenergismo, a tese de que Cristo, embora existindo em duas naturezas (physis - tema da controvérsia anterior), tinha apenas uma "energia", e segundo, o monotelismo, que afirmava que ele tinha apenas uma vontade. Essa doutrina foi aceita na maior parte do mundo bizantino, mas a nova doutrina não conseguiu a tão desejada união e foi contestada tanto pelo Patriarca de Jerusalém quanto pelo Papa de Roma, o que deu origem a uma controvérsia que persistiu mesmo após a perda das províncias que tinham sido reconquistadas e a morte de Heráclio. Quando o neto do imperador falecido, Constante II, subiu ao trono, ele viu a controvérsia como uma ameaça à estabilidade do Império Bizantino e tentou calar todas as discussões tornando ilegal discursar contra ou a favor da nova doutrina.
Para acabar com a polêmica, Sérgio (610-638), patriarca de Constantinopla, propôs uma nova doutrina, à qual também aderiu o imperador Heráclio. A tese do patriarca Sérgio tentou ser um meio-termo e de acordo com isso em Jesus há certamente duas naturezas obscuras, mas apenas um tipo de operações (monoenergeia). Mais tarde acabou atribuindo a Jesus também uma vontade única (monotelismo), porque a vontade humana de Jesus seria movida por sua vontade divina de tal forma que a vontade humana seria totalmente passiva, sem produzir sua própria vontade humana. Por sua vez, Heráclio, à medida que avançava sua campanha militar, deu início aos procedimentos para alcançar a unidade com a igreja armênia, presente na Síria e no Egito, por meio da doutrina de uma nova fórmula: o único e mesmo Cristo operando "com a única energia andrica". Ciro, eleito Patriarca de Alexandria em 631, estava comprometido com esse objetivo, ao qual também se juntou Roma pelo Papa Honório.
Embora parecesse um acordo simples, rapidamente encontrou obstáculos, tanto dos monofisistas na Síria quanto dos calcedônios no Egito. O monge Sofronio, eleito Patriarca de Jerusalém em 634, atacou duramente tal solução, visto que era prejudicial para as conquistas doutrinárias de Calcedônia. Também o Papa Honório acabou apoiando esta posição. Em seguida, o patriarca Sérgio apresentou uma nova solução, pela qual, independentemente da energia, afirmou a presença em Cristo de uma única vontade; isto é, Monotelismo.
A nova doutrina, sustentada em Bizâncio pela Igreja e pelo Estado, foi condenada pelo imperador por meio do edital de Ekthesis de 638, que deveria constituir a nova carta da unidade religiosa do Império. Na realidade, apesar do consenso inicial do sucessor de Sérgio, o Patriarca Pirro e o Papa Honório, a solução foi rejeitada por todos e foi deixada, como as tentativas anteriores, em um mero acordo. A divisão religiosa não foi curada. Enquanto isso, com a força que continha os persas removida, Heráclio abriu uma brecha para a expansão islâmica, que estava se espalhando com força incontrolável.
Por outro lado, entre política e religião, o Império Bizantino tinha muitos problemas para resolver e, por uma tradição arraigada, o imperador continuou a dar atenção especial à solução das questões doutrinárias da vida cristã. Com relação ao monotelianismo, a disputa teológica, que era bastante aguda em Constantinopla, foi transplantada para a África, onde o patriarca Pirro acabou no exílio. Na capital, com efeito, os acontecimentos políticos após a morte de Heráclio não amadureceram sob o signo da paz social. Com a morte do primogênito Constantino e a deposição do herdeiro seguinte, a situação política estava sob o controle do Senado, que queria aumentar seu próprio papel dentro do Estado e da coroa. Constant Pogonato, filho de Constantino, novo basileu, encontrava-se, além dos tradicionais inimigos, os eslavos, que o perseguiam por trás, com o dever de enfrentar os árabes, já de posse das províncias orientais do Império. De resto, nessas regiões a divisão teológica fragmentou a resistência militar: basta pensar que em Alexandria o patriarca monofisista Benjamin se submeteu espontaneamente aos árabes, declarando-se contra Bizâncio.
Nesse contexto, ganha destaque a figura de São Máximo, o Confessor, que, sendo apenas um monge, mas com grande autoridade teológica, entrou na polêmica monotelita e monoenergita, antes na África e finalmente em Roma e Constantinopla.
Em 645, em Cartago, o patriarca monotelita de Constantinopla, Pirro, no exílio, manteve um debate público com Máximo diante de Gregório, prefeito da África, muitos bispos, eclesiásticos e outras personalidades. A Disputatio cum Pirrho oferece uma ideia da complexidade do problema cristológico, mas também ilustra como, para Máximo, se Jesus Cristo foi o novo começo da vida do cristão, ele era necessariamente Deus verdadeiro e homem completo. Máximo provavelmente estava convencido de que por trás das proposições polêmicas os problemas dramáticos de Nicéia e Calcedônia renasceram: em Cristo havia duas naturezas e, portanto, duas vontades e duas maneiras de agir, ou energias, eram consequentes. No entanto, a faculdade de vontade pertence à natureza; o fato de escolher e querer é próprio da pessoa, portanto, em Cristo.
No início de 646, o sucesso da argumentação de Máximo induziu vários bispos africanos a convocarem um sínodo, condenando como herético o monotelismo sustentado pelo patriarca e pelo governo bizantino. A situação tornou-se mais crítica quando o prefeito Gregório se rebelou contra o imperador sem levar em conta a ameaça árabe que pairava sobre a costa africana desde a conquista de Alexandria em 642. Por coincidência em 647, os árabes atacaram o território do norte de África. O prefeito perdeu a vida na batalha e a estrutura do império ficou ainda mais enfraquecida. Os eventos ocorridos foram a prova do perigo de fraturas teológicas no Império. Dependendo do ponto de vista de onde o problema é visto, uma ou outra das partes pode ser responsabilizada; ainda assim, o Imperador, com os Typos de 648, proibiu novas discussões sobre o problema da energia e da vontade de Cristo, abolindo a Ekthesis (exposição) e movendo as discussões ao seu ponto de partida. A disputa, então, se complicou em Roma, para onde Máximo mudou-se com o patriarca Pirro. É interessante sublinhar a sua veneração por aquela sé, que ele considerava a única base e fundamento de todas as Igrejas da terra, às quais Jesus havia concedido as chaves do poder universal sobre a ortodoxia da fé.
Um outro motivo de dificuldade apareceu em 649. O Papa Martinho reuniu em Roma um sínodo, no qual tanto a Ekthesis quanto os Typos foram rejeitados e a doutrina dos dois testamentos em Cristo foi definida, condenando o monoenergismo e o monotelismo e excomungando os patriarcas Sergio, Paolo, Porro e Ciro. Por volta de 653, alguns acusaram o papa de apoiar a revolução, o imperador reagiu fazendo com que o Papa fosse capturado e transferido para Constantinopla, por isso foi considerado uma alta traição, Martinho foi preso, julgado, e exilado para os Chersonese. Lá ele morreu em 16 de setembro de 655. O mesmo destino compartilhou Máximo, feito prisioneiro e levado para a capital. No ano da morte do Papa, ele foi submetido a um julgamento que o levou ao exílio. Posteriormente processado, por não aderir à vontade imperial, após inúmeras viagens, foi julgado e torturado até a morte, Seu martírio ocorreu em Lazica em 13 de agosto de 662.
Embora Máximo tenha desaparecido sob o poder imperial, suas ideias continuaram vivas nas disputas teológicas dos séculos sucessivos. O imperador foi assassinado, na Sicília, em Siracusa. Durante o período de seu sucessor, Constantino IV (668-685), os árabes apareceram mais uma vez na Ásia Menor; em 674 atacaram Constantinopla, sitiando-a repetidamente sem poder conquistá-la. A resistência da capital significou uma mudança histórica na luta contra o Islã, aumentando o prestígio de Bizâncio. Embora a capital não tivesse caído, grande parte do território estava nas mãos dos árabes, principalmente daqueles que simpatizavam, primeiro com o monofisismo e depois com o monotelismo. A Igreja Monofisista, Jacobita e Monotelita, sob o domínio árabe, não era mais um problema para o Império. Embora o debate teológico tenha há muito falhado em seus objetivos políticos - Síria e Egito estavam nas mãos dos muçulmanos logo após terem sido reconquistados - apenas a morte de Constante II em 668 abriu a possibilidade de uma resolução para o conflito.

### Preparação
Após o filho e sucessor de Constante, Constantino IV ter levantado o cerco de Constantinopla em 679, ele imediatamente focou a sua atenção em resolver o conflito: ele escreveu para o papa Dono sugerindo uma conferência sobre o assunto e que assim enviasse uma delegação de bispos a Constantinopla. Quando a carta chegou à Roma, Dono já tinha morrido, mas seu sucessor, o papa Agatão, concordou com a sugestão imperial e ordenou que concílios fossem realizados por todo o ocidente para que os legados presentes pudessem apresentar a tradição vigente na Igreja ocidental. Houve um sínodo em Milão sob o arcebispo Mansueto; outro sínodo foi realizado em 680 em Heathfield, presidido por Teodoro, arcebispo de Canterbury. O papa Agatão então convocou um sínodo em Roma na Páscoa 680, com representantes dos sínodos regionais. Então ele enviou uma grande delegação para conhecer os orientais em Constantinopla, composta por três bispos italianos, três apocrisários pontifícios, um representante do arcebispo de Ravena e quatro monges dos conventos gregos do Ocidente. Os delegados partiram com duas cartas, uma do papa Agatão ao imperador e a outra dos bispos do sínodo de Roma àqueles reunidos em Constantinopla.
Em 10 de setembro de 680, Constantino IV convocou o Patriarca de Constantinopla, Jorge I e todos os bispos sob a jurisdição de Constantinopla para um concílio. Ele também informou Macário, Patriarca de Antioquia, que estava estudando na corte por conta da ocupação muçulmana de sua cidade, Antioquia.

## Concílio

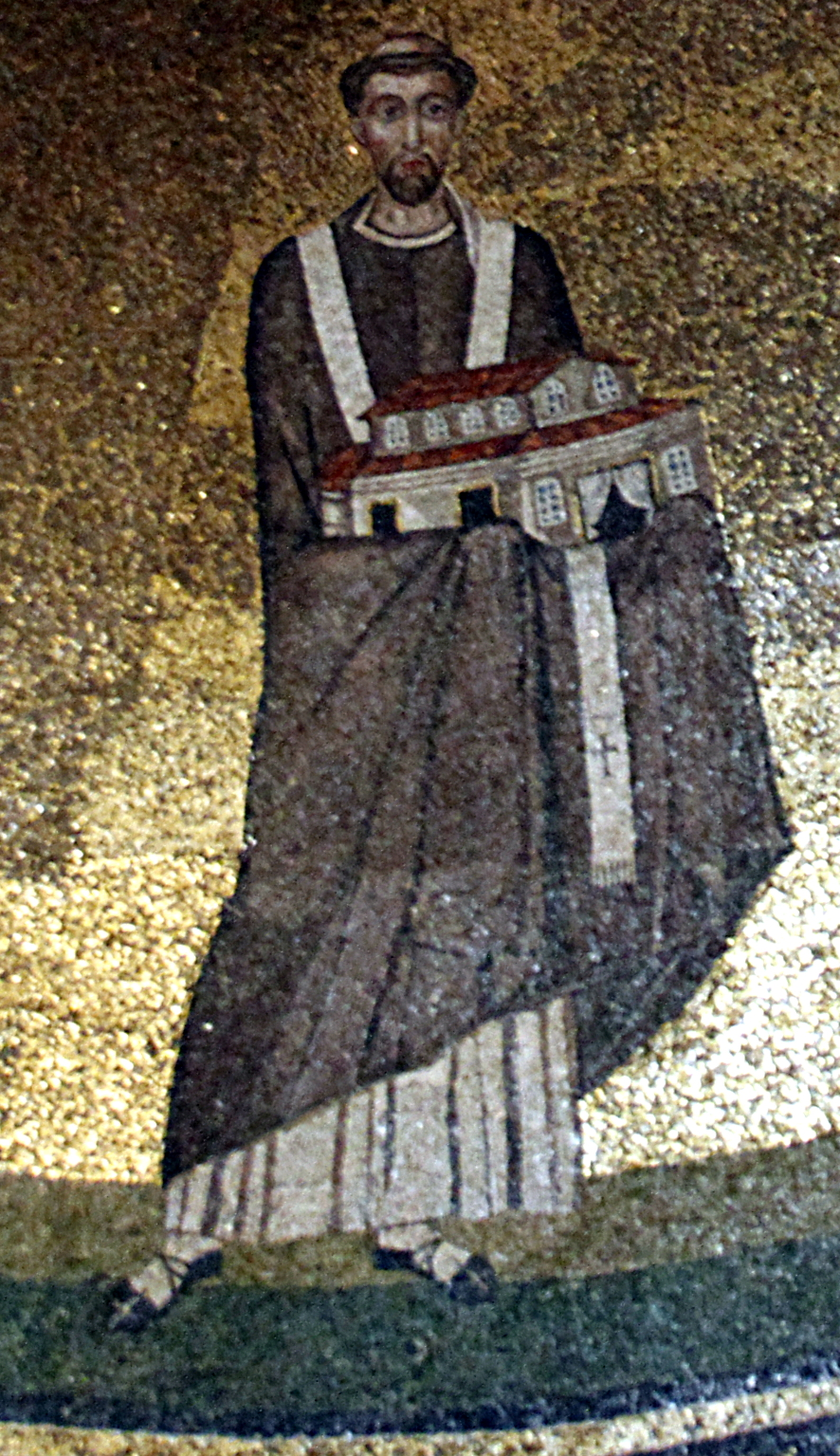
Papa Honório I, anatemizado pelo concílio por não condenar o monotelismo.
In situ, Basílica de Santa Inês fora dos Muros, Roma

Em 7 de novembro de 680, o concílio foi inaugurado com apenas 37 bispos e vários presbíteros, que se reuniram no palácio imperial, no salão abobadado chamado Trullo, de onde o concílio recebeu também o epíteto de "Concílio trulano". Em sua sessão de abertura, o concílio assumiu a autoridade de um Concílio Ecumênico. Constantino IV, flanqueado por seus oficiais e senadores, compareceu pessoalmente às onze primeiras assembleias, a última das quais ocorreu em 20 de março de 681 e retornou para a sessão de encerramento em 16 de setembro de 681, na qual participaram 151 bispos. O protocolo exigia que todas as intervenções fossem dirigidas ao imperador ou seus representantes.
O papa e um sínodo que ele havia realizado em Roma estavam representados (como era normal nos concílios ecumênicos orientais) por alguns padres e bispos. Os patriarcas de Constantinopla e de Antioquia participaram pessoalmente, enquanto os patriarcados de Alexandria e Jerusalém foram representantes delegados bizantinos (por causa da conquista muçulmana sarracena não havia patriarca em nenhuma dessas sedes). Macário I, que era um monotelita fervoroso, participou do concílio, além de bispos da Ilíria oriental e de todas as regiões do império, cujo número varia de sessão para sessão; entretanto, a profissão perpétua de fé foi assinada por 161 bispos e por dois diáconos representando seus respectivos bispos. Longas foram as discussões de natureza dogmática.
Durante o concílio, foi lida uma carta do papa Agatão que afirmava como crença tradicional da Igreja que Cristo era de duas vontades, divina e humana. A maioria dos bispos presentes aceitou a carta, proclamando que Pedro falou através de Agatão. Macário de Antioquia defendeu o monotelismo, mas foi condenado e deposto, juntamente com seus partidários. O Concílio, de acordo com a carta de Agatão, definiu que Jesus Cristo possuía duas energias e duas vontades, mas que a vontade humana estava "em sujeição à sua vontade divina e toda-poderosa". O concílio cuidadosamente evitou qualquer menção a Máximo, o Confessor, que ainda era considerado suspeito. Ele condenou tanto o monoenergismo, como também o monotelismo como heréticos e incluiu aqueles que apoiaram essa heresia, incluindo o papa Honório I e quatro patriarcas anteriores de Constantinopla. Quando o concílio foi concluído, os decretos foram enviados a Roma, onde foram aceitos pelo sucessor de Agatão, o papa Leão II. Em sua carta de confirmação do Concílio, Leão acusa Honório de "traição profana... que não tentou santificar esta Igreja Apostólica com o ensino da tradição apostólica".
Em algum momento durante o processo do concílio, um padre monotelita alegou que ele poderia ressuscitar os mortos, provando assim sua fé suprema. Ele teve um cadáver trazido, mas depois de sussurrar orações em seus ouvidos, não pôde reviver o corpo.

### Primeira sessão
Durante a primeira sessão, os legados romanos perguntaram ao imperador sobre a origem da doutrina de uma única vontade e atividade em Cristo. O imperador deu a palavra. Eles sabiam do desejo do imperador de se reconciliar com Roma. Eles argumentaram sobre os atos de supostos concílios nos quais se baseavam e que estariam em consonância com Roma.

### Segunda sessão
A pedido do imperador, os atos de Éfeso e de Calcedônia foram lidos. A leitura foi interrompida pela objeção dos legados pontifícios a uma interpretação incorreta de um texto de Cirilo de Alexandria. O Pai da Igreja falou de duas atividades naturais, sem confusão ou divisão. Esta intervenção abriu um diálogo entre o Imperador e Macário sobre a referência a duas atividades naturais e não uma. Macario defendeu-se argumentando que mesmo o Papa Leão I não chegou a falar de duas atividades e que a atividade a que se referia seria uma única operação divino-humana. Teófano, um dos melhores teólogos do concílio, convidou Macário e seu discípulo Estêvão a descobrir por trás da vontade natural a referência à humanidade de Cristo. Esteban respondeu que tal vontade de Cristo nada mais seria do que uma vontade eletiva e autodeterminada como a que Adão possuía antes da queda. De acordo com seu ponto de vista, Adão, como um co-criador com Deus, tinha uma única vontade co-substancial com a de Deus. Foi uma abordagem do problema equiparando a natureza humana de Cristo à situação de Adão antes da queda, uma vez que tal seria a natureza humana que a Palavra assumiu a fim de preservá-la do pecado original.

### Terceira sessão
Em 13 de novembro, foi aberto, mais uma vez, com a leitura da ata de um Concílio Ecumênico, no caso, o quinto, realizado em Constantinopla. O libelo revelou-se adulterado, no início foram incluídas quatro páginas que não correspondiam à data do documento. Como tal adição não sustentava a posição de Macário, o Imperador permitiu que a disputa teológica prosseguisse.
Em 7 de dezembro, as sessões foram suspensas e não foram retomadas até fevereiro.

### Outras sessões
Em 7 de março, durante a oitava sessão, o Patriarca Jorge aderiu à doutrina dos dois testamentos. Macario, embora desde o início tenha negado tal doutrina, admitiu na nona sessão que havia mutilado o texto em que se baseava. Durante essa sessão, ele foi deposto, junto com seu discípulo, o abade Estêvão. Durante a décima terceira sessão, em 28 de março de 681, o concílio declarou que era necessário apagar dos frontispícios, além de Macário e Estêvão, os patriarcas de Constantinopla Sérgio, Pirro, Paulo II, Pedro, o patriarca de Alexandria, Ciro, o bispo de Farán, Teodoro e, finalmente, o Papa Honório.
Durante esta mesma sessão, examinando as cartas dogmáticas escritas por Sérgio, em seu tempo patriarca desta cidade [Constantinopla] ..., tanto a Ciro, que então era bispo de Fasi, quanto a Honório, que era bispo da Roma Antiga, e [Scripta fraternitatis, do ano 634] com que este último, isto é, Honório, respondeu a Sérgio, foram condenados como heréticos.
O imperador compareceu à décima oitava sessão, realizada no dia 16 de setembro, na qual foi recitada uma profissão de fé na qual os padres conciliares disseram:
Da mesma forma, pregamos nele [Cristo] duas vontades naturais ou vontades e duas operações naturais, sem divisão, sem comutação, sem separação, sem confusão, de acordo com o ensino dos santos Padres; e duas vontades, não contrárias (...) mas sua vontade humana segue sua vontade divina e onipotente, sem se opor ou lutar contra ela, ao invés, inteiramente sujeito a ela. Era, sim, necessário que a vontade da carne se movesse, mas tinha que se sujeitar à sua vontade divina (...). Porque assim como a sua carne diz e é a carne de Deus Verbo, assim se diz a vontade natural da sua carne e é própria de Deus Verbo, como Ele mesmo diz: "Porque desceu do céu, não para fazer a minha vontade, mas a vontade do Pai, que me enviou" [Jo 6,38], chamando-lhe a vontade da carne.
O concílio, no final, dirigiu uma homenagem ao imperador e enviou uma carta ao Papa Agatão. Depois que os legados do papa voltaram de Constantinopla para Roma, Leão II enviou várias cartas proclamando a validade do concílio. Escreveu ao imperador o chamado Regí regum, de aproximadamente agosto de 682; e também à Espanha, aos bispos e ao rei Ervigio.
Em outra carta chamada Fides papae, coletada no Liber diurnos Romanorum pontificum, a condenação do Papa Honório é proposta como uma declaração de fé, que diz: Patres Concilii auctores vero novi dogmatis Sergium, Pyrrhum... una cum Honorius, qui pravis eorum adsertionibus fomentus impendit,... nexu perpetue anathematis devinxerunt; (os Padres do Concílio amarraram os autores da nova doutrina, Sérgio e Pirro, com o vínculo do anátema perpétuo... junto com Honório, que concedeu seu favor às suas afirmações depravadas). A respeito do Papa Honório, Leão II deixou claro em sua carta ao imperador o motivo da condenação: não tendo feito esforço para fazer brilhar a fé apostólica, permitiu que esta fé imaculada fosse maculada.
Em 692 foi realizado o Segundo Conselho de Trullano, que emitiu 102 cânones disciplinares. Teve grande aceitação no Oriente, como complemento às duas anteriores em Constantinopla. Não teve a mesma recepção no Ocidente por causa do antigo cânon 28 da Calcedônia, onde Constantinopla era equiparada a Roma em importância política e a doutrina incipiente sobre o celibato sacerdotal.

## Contribuição doutrinária do Concílio
A contribuição fundamental do Terceiro Concílio de Constantinopla foi a definição dogmática a respeito das vontades e operações de Jesus. Este concílio fecha, por assim dizer, o ciclo dos concílios cristológicos. É, ao mesmo tempo, uma continuação dos concílios anteriores. Isso é especialmente visto quando ele aplica às vontades e operações de Jesus os termos que o Concílio de Calcedônia aplicou às duas naturezas; é uma consequência necessária, visto que vontade e operações são próprias de ambas as naturezas. Na verdade, uma natureza humana sem uma vontade humana efetiva seria uma natureza profundamente diminuída; Cristo não seria um homem perfeito.
Por outro lado, resume a doutrina sobre Cristo como entendida pelos Padres da Igreja desde os primeiros tempos. Santo Atanásio, comentando Mt 26,39, diz:
Jesus manifesta ali duas vontades, a vontade humana que é da carne e a vontade divina que é de Deus; a vontade humana pede, por causa da fraqueza da carne, a distância do sofrimento; no entanto, a vontade divina está disposta.
Por outro lado, São João Damasceno diz:
Existem em Nosso Senhor Jesus Cristo, segundo a diversidade das naturezas, duas vontades, não contrárias. Nem a vontade natural, nem a faculdade natural da vontade, nem as coisas que estão naturalmente sujeitas, nem o exercício natural da mesma vontade, são contrários à vontade divina. A vontade divina criou todas as coisas naturais. Só o que é contrário à natureza também é contrário à vontade divina, como o pecado, que Jesus Cristo não levou. Mais porque um é a pessoa de Jesus Cristo e um é o próprio Jesus Cristo, um é também aquele que deseja através de cada uma das duas naturezas.